# UK Singles Chart
UK Singles Chart je top-ljestvica Ujedinjenog Kraljevstva koju The Official Charts Company (OCC). 

## Ljestvica
Puna ljestvica sadrži 200 najprodavanijih singlova u Ujedinjenom Kraljevstvu baziranim na prodaji ploča i broju digitalnih preuzimanja, iako neki mediji prenose samo prvih 40 singlova (poput BBC-a) ili prvih 75 (poput časopisa Music Week) ove ljestvice. Za razliku od američkih ljestvica, službena britanska ljestvica ne koristi podatke o airplayu. Jedan tjedan ljestvice traje od nedjelje do subote, jer se većina singlova u Ujedinjenom Kraljevstvu objavljuje u ponedjeljke. 
Prvih 40 singlova na ljestvici prvi put se mogu čuti nedjeljom popodne na radiju BBC Radio 1 (čak prije postavljanja na BBC-jevu službenu web stranicu), dok časopis Music Week ponedjeljkom objavljuje prvih 75 singlova na ljestvici, a nezavisne novine ChartsPlus srijedom objavljuju prvih 200 singlova na ljestvici. Stanje na top ljestvici objavljuje se i na različitim web stranicama, većinom samo prvih 40 singlova na ljestvici. Konkurentska top ljestvica pod imenom The Big Top 40 Show bazirana je na digitalnom preuzimanju i komerconalnom radijskom airplayu, a podatci se preuzimaju sa 140 komercionalnih lokalnih radijskih postaja. 

## Povijest
Prema pravilu OCC-a, službena britanska top ljestvica singlova je top ljestvica od New Musical Expressa od 1952. do 1960. godine, top ljestvica od Record Retailera od 1960. do 1969. godiine, te službena top ljestvica Ujedinjenog Kraljevsta od 1969. do sad. Prema statistikama OCC-a, do 22. kolovoza 2010. godine na vrhu top ljestvice bilo je 1 140 singlova. To nije jako precizan broj zbog obilja različitih ljestvica od 1950-tih do 1980-tih, iako se obično kao glavna top ljestvica koristi Guinessova knjiga britanskih hit singlova koju je kasnije usvojila The Official UK Charts Company (službena tvrtka britanske top ljestvica). Nije bilo službene top ljestvice prije utorka 11. veljače 1969. godine. BBC je napravio svoju vlastitu ljestvicu baziranu na podacima glazbenih listova svih vremena. To je bio najbolji način slaganje ljestvice. Međutim, Ginisova knjiga ne kosristi BBC-ovu ljestvicu, tako da ona ne sadrži mnogo hitova 1950-tih i 1960-tih.

## 10 najprodavanijih singlova svih vremena
| Godina        | Pjesma                                                                | Izvođač                            | Broj prodanih primjeraka |
| ------------- | --------------------------------------------------------------------- | ---------------------------------- | ------------------------ |
| 1997.         | "Something About the Way You Look Tonight"/ "Candle in the Wind 1997" | Elton John                         | 4 770 000                |
| 1984.         | "Do They Know it's Christmas?"                                        | Band Aid                           | 3 510 000                |
| 1975. i 1991. | "Bohemian Rhapsody"                                                   | Queen                              | 2 130 000                |
| 1977.         | "Mull of Kintyre"                                                     | Wings                              | 2 050 000                |
| 1978.         | "Rivers of Babylon"                                                   | Boney M                            | 1 995 000                |
| 1984.         | "Relax"                                                               | Frankie Goes to Hollywood          | 1 910 000                |
| 1963.         | "She Loves You"                                                       | The Beatles                        | 1 890 000                |
| 1978.         | "You're The One That I Want"                                          | Olivia Newton-John i John Travolta | 1 870 000                |
| 1995.         | "Unchained Melody"                                                    | Robson and Jerome                  | 1 820 000                |
| 1978.         | "Mary's Boy Child"                                                    | Boney M                            | 1 790 000                |

## Vanjske poveznice
- The Official UK Charts Company
- Music Week  prvih 75 singlova
- BBC Radio 1 prvih 40 singlova
- Sunday Chart history
- everyHit.com Top 40
- hit40uk (OCC-ova "Hit 40" ljestvica za ILR radijske postaje)
- Knjiga britanske ljestvice
- Britanska ljestvica 1994. - 2007. Prvih 200 singlova
- Pretraži bilo koji singl na britanskoj ljestvici prvih 75 singlova
- UK brojevi jedan na ljestvici 1952. – sad
- UK Top 40  Arhivirana inačica izvorne stranice od 24. srpnja 2010. (Wayback Machine) prvih 40 albuma, singlova i više